# Kenozero
Cet article concerne le lac. Pour le parc national éponyme, voir parc national du Kenozero
Le Kenozero (en russe : Ке́нозеро) est un lac situé dans le raïon de Plessetsk dans l'oblast d'Arkhangelsk en Russie septentrionale. Le lac fait partie du parc national du Kenozero, dans la région du Kenozerié, nommée d'après le lac.

## Géographie
Le lac se situe dans le raïon de Plessetsk dans l'oblast d'Arkhangelsk dans le Nord russe. Il fait partie du bassin du fleuve Onega, fleuve qui se jette dans la mer Blanche. Le lac est inclus dans le parc national du Kenozero.
Le Kenozero est le plus grand lac du parc national, long au maximum de 24 km, avec une largeur maximale de 5,5 km. De plus, il a un littoral long de 350 km, avec de nombreuses baies longues, étroites et sinueuses, appelées localement «lakhty». Les plus grandes baies sont la Perchlakhta dans le nord-est du lac et la Glouchtchevaïa Lakhta au nord. 
Sa superficie est de 68,8 km2, et en y incluant les îles, elle est de 99,4 km2. Le lac compte 70 îles, parmi lesquelles se trouvent les deux plus grandes : Medjvejy (250 hectares) et Mamonov (90 hectares). Le lac Liokchmozero est le second plus grand, d'une forme ovale simple contrairement au Kenozero, avec une superficie de 54,4 km2 et sans aucune île. Il est d'origine glaciaire, peu profond dans l'ensemble, sauf dans la partie centrale avec un sillon jusqu'à 30 km de profondeur.

## Histoire
Le « paysage culture du lac Kenozero » est inscrit sur la liste du patrimoine mondial par l'UNESCO en juillet 2024.

## Postérité

### Représentations dans les arts
Le film de 2014 « Les Nuits blanches du facteur » se déroule dans le lac Kenozero.

### Inscription au patrimoine mondial
Les abords du lac Kenozero sont inscrits au patrimoine mondial de l'humanité par l'UNESCO depuis juillet 2024.